# Pedro Timote
El teniente coronel Pedro Timote (Buenos Aires, 15 de abril de 1835-Santa Rosa, 7 de diciembre de 1874) fue un militar argentino que participó en las luchas internas durante la etapa de la organización nacional. En la provincia de Buenos Aires hay una localidad que lleva su nombre.

## Familia
Hijo del portugués João "Juan" Timote y de la porteña Gertrudis Almeida. Tenía siete hermanos, uno de ellos (Juan Timote), también militar, y otro (Antonio Timote) hombre de negocios. Bautizado en la parroquia de San Ignacio el 20 de mayo de 1835 como Pedro Antonio, fueron sus padrinos sus abuelos maternos, el portugués Antonio José Almeida y la criolla Bernardina López. Cursó primeros estudios en el entonces Colegio de Buenos Aires.
En 1864 nació en Rojas, provincia de Buenos Aires, su único hijo, siendo su madre Juana Francisca Correa, llamado también Pedro Timote.

## Carrera militar
Ingresó el 19 de julio de 1856 en el Regimiento n.º 5 de Caballería de Línea, en la ciudad de Buenos Aires. Más adelante fue designado teniente coronel del regimiento N.º 8 de Caballería de Línea por el entonces Presidente de la Nación Domingo Faustino Sarmiento y por su ministro Valentín Alsina.

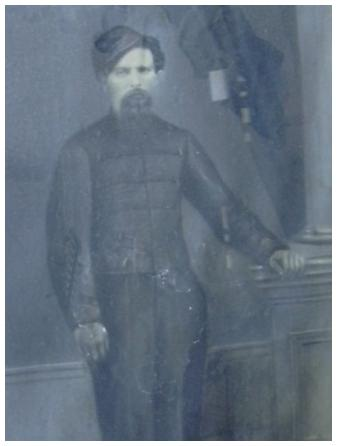
Retrato a lápiz de Pedro Timote. Fecha desconocida.

Participó en la segunda Batalla de Santa Rosa, ocurrida en la provincia de Mendoza (Argentina), el 7 de diciembre de 1874, donde fue muerto. Por ello su compañero Conrado Villegas –que lo reemplazó en su cargo- le dio el nombre de Capitán Timote al fortín que fundó en 1876, a orillas de la laguna Foromalán.

## El pueblo de Timote
Desde que fue fundado el fortín Capitán Timote, a su alrededor se fue formando un pueblo que en los años treinta llegó a tener alrededor de 2000 habitantes, en tanto hoy solo tiene 400.